# Strigoderma angulicollis
Strigoderma angulicollis är en skalbaggsart som beskrevs av Ohaus 1915. Strigoderma angulicollis ingår i släktet Strigoderma och familjen Rutelidae. Inga underarter finns listade i Catalogue of Life.